# Lungenliga Schweiz
Die Lungenliga ist die Schweizer Dienstleistungsorganisation für Lunge, Atmung und Schlaf. Seit über 120 Jahren setzt sich die Lungenliga dafür ein, dass Menschen mit Lungen- und Atemwegserkrankungen möglichst ohne Beschwerden selbständig leben können. Die Lungenliga ist eine nationale, nicht gewinnorientierte Gesundheitsorganisation. Sie engagiert sich in der Gesundheitsförderung und Prävention, bildet Fachpersonen aus und fördert Forschungsprojekte. Die Lungenliga begleitet über 125'000 Patientinnen und Patienten an 68 Standorten in der ganzen Schweiz. Die 16 kantonalen und regionalen Lungenligen und die Dachorganisation Lungenliga Schweiz beschäftigen insgesamt rund 750 Mitarbeitende. Die Lungenliga Schweiz ist ZEWO-zertifiziert.

## Aktivitäten
Grundauftrag der Lungenliga ist die Gesundheit der Lunge und der Atemwege.
Integrierte Betreuung von Patientinnen und Patienten
Die Kernaktivitäten der Lungenliga sind die ambulanten medizinischen, medizin-technischen und pflegerischen Dienstleistungen. Dazu gehören: ambulante Versorgung mit den modernsten Atemtherapiegeräten, Beratung und Betreuung bei der Integration der Therapie in den Alltag, aktive Nachbetreuung der Patientinnen und Patienten und ein breites Kursangebot. Hinzu kommen psychosoziale Beratung, Sozialberatung und Hilfe zur Selbsthilfe sowie Gruppen-Ferienangebote für Menschen mit Atemwegs- und Lungenerkrankungen und ihre Angehörigen im In- und Ausland. Für die medizinischen Fachpersonen bietet die Lungenliga Schweiz Weiterbildungskurse an. Insgesamt berät und betreut die Lungenliga über 125'000 Personen mit Krankheiten wie Asthma, COPD, Schlafapnoe, Tuberkulose, Lungenkrebs und weiteren Lungenkrankheiten an 68 Standorten in der ganzen Schweiz sowie zuhause, damit diese möglichst beschwerdefrei und selbständig leben können.
Gesundheitsförderung, Prävention, Rauchstopp und politische Interessenvertretung
Die kantonalen Lungenligen bieten Gruppenkurse und individuelle Beratungsangebote zum Rauchstopp.
Die Lungenliga setzt sich mit Projekten in der Gesundheitsförderung und Prävention dafür ein, dass weniger Menschen an Lungen- und Atemwegserkrankungen erkranken und die diese früher erkannt werden. Sie nimmt Einfluss auf die nationale und kantonale Meinungsbildung und Gesetzgebung. Sie engagiert sich politisch, ist aber parteipolitisch unabhängig. 
Forschungsförderung
Der Forschungsfonds der Lungenliga bezweckt die finanzielle Unterstützung von Forschungsaktivitäten, die für die Tätigkeit der Lungenliga und ihrer Mitglieder von Bedeutung sind und im Kontext zu Prävention und Behandlung von Lungenkrankheiten und Atemstörungen stehen.
Kompetenzzentrum Tuberkulose
Die Lungenliga Schweiz führt, im Rahmen eines Leistungsvertrages mit dem Bundesamt für Gesundheit (BAG), das «Kompetenzzentrum Tuberkulose». Die nationale Informations- und Koordinationsplattform unterstützt Fachpersonen bei Tuberkulosefällen.

## Organisation
Der Verein besteht aus 15 kantonalen Lungenligen, den zentralen Organen und der schweizerischen Geschäftsstelle der Lungenliga Schweiz. Die Geschäftsstelle in Köniz koordiniert die Aktivitäten der Ligen, lanciert Projekte in der Gesundheitsförderung und Prävention und vertritt die Organisation und ihre Mitglieder gegenüber den Krankenkassen und den Behörden. Die kantonalen Ligen und ihre Beratungsdienste sind die Anlaufstellen für Betroffene und Angehörige. Sie betreuen die Lungenkranken, unterstützen sie im Umgang mit ihrer Krankheit und sind aktiv in der Vorbeugung von Lungenkrankheiten.
Ausser den kantonalen Lungenligen ist auch die Schweizerische Gesellschaft für Pneumologie (SGP) Kollektivmitglied der Lungenliga Schweiz. Das Kompetenzzentrum Tuberkulose ist Teil der Organisation Lungenliga Schweiz. Einzelne kantonale Lungenligen kennen die Einzelmitgliedschaft.
Die Lungenliga Schweiz ist eine nicht gewinnorientierte Organisation. Der Verein finanziert sich aus Dienstleistungserträgen, Beiträgen der öffentlichen Hand, Mitgliederbeiträgen und Spendengeldern. Die Lungenliga Schweiz ist ZEWO-zertifiziert. Sie schliesst ihre Jahresrechnung nach Swiss GAAP FER ab.

## Geschichte
Auf Initiative der Vereinigung der Ärzte der Lungenheilanstalten wurde 1903 die Schweizerische Zentralkommission zur Bekämpfung der Tuberkulose gegründet. Später hiess sie «Schweizerische Vereinigung gegen die Tuberkulose». Die «Vereinigung» bekämpfte im Auftrag der Bundesbehörden die sich rasch ausbreitende Tuberkulose und koordinierte die Aktivitäten der Fürsorgestellen.
Seit den 1960er-Jahren ist die Tuberkulose in der Schweiz stark rückläufig. Andere Lungenkrankheiten wie Asthma, chronische Bronchitis, COPD, Allergien der Atemwege sind seither häufiger geworden. Die «Vereinigung» erweiterte deshalb ihre Tätigkeiten und nannte sich ab 1971 «Schweizerische Vereinigung gegen Tuberkulose und Lungenkrankheiten (SVTL)». 1998 schlossen sich die bisher lose verbundenen kantonalen Ligen unter dem Dach der «Lungenliga Schweiz (LLS)» enger zusammen.